# 北九州市立南丘小学校
北九州市立南丘小学校（きたきゅうしゅうしりつみなみがおかしょうがっこう）は、福岡県北九州市小倉北区南丘にある公立小学校。

## 沿革
- 1970年（昭和45年） - 北九州市立南丘小学校として開校[2]
- 1971年（昭和46年） - 下蒲生地区が校区に入る[2]

## 交通
- 西鉄バス
  - 南丘団地前バス停下車、徒歩約7分
  - 恵里バス停下車、徒歩約8分

## 周辺
- 北九州市立今町小学校